# Utopía (álbum de Serrat)
Utopía es el vigesimosegundo LP del cantautor Joan Manuel Serrat cantado en lengua castellana, editado en 1992 por la compañía discográfica Ariola, con arreglos y dirección musical de Josep Mas "Kitflus", a excepción de Juan y José (Manuel Tejada y Óscar Gómez) y Utopía (Joan Albert Amargós). 
Todas las canciones compuestas por Joan Manuel Serrat, a excepción de Maravilla, con letra de Mario Benedetti y de Serrat. 
Artistas invitados: Paco de Lucía (guitarra en Utopía) y Sole Giménez (voz en Pendiente de ti).

## Canciones que componen el disco
| Pista | Título                       | Autor                              | Tiempo |
| ----- | ---------------------------- | ---------------------------------- | ------ |
| 1     | Y el amor                    | Joan Manuel Serrat                 | 2:38   |
| 2     | Toca madera                  | Joan Manuel Serrat                 | 4:34   |
| 3     | Juan y José                  | Joan Manuel Serrat                 | 6:54   |
| 4     | Disculpe el señor            | Joan Manuel Serrat                 | 3:57   |
| 5     | El hombre y el agua          | Joan Manuel Serrat                 | 3:41   |
| 6     | Mírame y no me toques        | Joan Manuel Serrat                 | 4:52   |
| 7     | Pendiente de ti              | Joan Manuel Serrat                 | 4:41   |
| 8     | Maravilla                    | Mario Benedetti Joan Manuel Serrat | 3:21   |
| 9     | Cuando duerme el rock & roll | Joan Manuel Serrat                 | 4:35   |
| 10    | Utopía                       | Joan Manuel Serrat                 | 4:18   |

## Sencillos
| Año  | Título                |
| 1992 | Toca madera           |
| 1992 | Utopía                |
| 1993 | Mírame y no me toques |
| 1993 | Disculpe el señor     |